# カロリーネ・フォン・ヘッセン＝ダルムシュタット
カロリーネ・フォン・ヘッセン＝ダルムシュタット（ドイツ語：Karoline von Hessen-Darmstadt, 1746年3月2日 - 1821年9月18日）は、ヘッセン＝ホンブルク方伯フリードリヒ5世の妃。

## 生涯
カロリーネはヘッセン＝ダルムシュタット方伯ルートヴィヒ9世とヘンリエッテ・カロリーネ・フォン・プファルツ＝ツヴァイブリュッケンの長女として1746年3月2日にブーフスヴァイラーで生まれた。
1768年9月27日にヘッセン＝ホンブルク方伯フリードリヒ5世と結婚した。この結婚は、両家の相続争いを解決するため、外交的および政治的な理由で決められた。カロリーネとフリードリヒ5世の間には多くの子女が生まれたが、結婚生活は表面的なものにとどまり、2人はほとんど別居状態であった。カロリーネは、ホンブルク近くの森にある小さな別荘で過ごすことが多かった。
カロリーネは1821年9月18日にバート・ホンブルクにおいて死去した。

## 子女
- フリードリヒ6世（1769年 - 1829年） - ヘッセン＝ホンブルク方伯
- ルートヴィヒ・ヴィルヘルム（1770年 - 1839年） - ヘッセン＝ホンブルク方伯
- カロリーネ（1771年 - 1854年） - 1791年にシュヴァルツブルク＝ルードルシュタット侯ルートヴィヒ・フリードリヒ2世と結婚
- ルイーゼ・ウルリーケ（1772年 - 1854年） - 1793年にカール・ギュンター・フォン・シュヴァルツブルク＝ルードルシュタットと結婚
- アマーリエ（1774年 - 1846年） - 1792年にフリードリヒ・フォン・アンハルト＝デッサウと結婚
- アウグステ（1776年 - 1871年） - 1818年にフリードリヒ・ルートヴィヒ・ツー・メクレンブルクと結婚
- フィリップ（1779年 - 1846年） - ヘッセン＝ホンブルク方伯
- グスタフ（1781年 - 1848年） - ヘッセン＝ホンブルク方伯
- フェルディナント（1783年 - 1866年） - ヘッセン＝ホンブルク方伯
- マリアンネ（1785年 - 1846年） - 1804年にヴィルヘルム・フォン・プロイセンと結婚
- レオポルト（1787年 - 1813年） - グロースゲルシェンの戦いで戦死